# نیتزهونوت
نیژونت یکی از زیر شاخه‌های موسیقی ترنس است.
نیژونت (آوانویسی آن به انگلیسیNitzhonot) (به عبری נצחונות) یکی از زیر شاخه‌های موسیقی ترنس می‌باشد. این سبک از اواسط تا اواخر دههٔ ۹۰ آغاز شد اما چیزی که امروزه به معنی واقعی کلمه نیژونت نامیده می‌شود در سال ۱۹۹۸ توسط آوی شوارتس و ایال بارکان در اسرائیل ایجاد گشت. این سبک، گذری بین دو سبک گوآ و آپلیفتینگ می‌باشد و در واقع ترکیبی از این دو محسوب می‌شود. نام انگلیسی نیژونت Victorious Trance  و به معنی ترنس پیروزی‌ها می‌باشد و علتِ نام‌گذاری این سبک به این نام دو دلیل دارد: نخست آنکه نیژونت تمپوی بسیار سریعتری نسبت به سایر شاخه‌های ترنس دارد (بین ۱۴۵ تا ۱۵۵ ضرب در دقیقه) و دلیل دوم آنکه استایل شادتر آپلیفتینگ ترنس می‌باشد. این سبک از دو شاخه محبوب ترنس یعنی گوآ و آپلیفتینگ بهترین عناصر را با خود به ارث برده است. به عبارت دیگر در این سبک از عناصری نظیر صداهای اسیدی، بریک بیت، کیک‌های لیزری، بیتهای تصادفی (Shuffle Beats) سازهای کوبه‌ای اسرائیلی لایه‌های سایکدلیکی و ملودیهای فراوان استفاده می‌شود. که این عناصر در دو سبک گوآ ترنس و آپلیفتینگ ترنس بسیار مشهود هستند. همچنین به این سبک ترنس هوشمند نیز گفته می‌شود و دلیل آن وجود پیچیدگی‌ها در ساختار این سبک و ملودی‌های شاد سایکدلیکی می‌باشد.(نظیر صدای شیپور یا آژیر مشاین).

## تاریخچه
نیژونت در ابتدا در اسرائیل بعدها در یونان نواخته شد. در یونان به این سبک آپلیفتینگ ترنس می‌گفتند. تفاوت بین نیژونت یونان و نیژونت اسرائیل در این است که در نیژونت یونان از ملودی‌هایی با سبک اروپایی استفاده می‌شود. همچنین در نیژونت یونان از سازهای کوبه‌ای اسراییلی نیز استفاده نمی‌شود. در صورتی که در نیژونت اسراییل علاوه بر سازهای کوبه‌ای اسرائیلی از ملودی‌های شرقی و ملودی‌های گوا ترنس هندی بین سال‌های ۱۹۹۶ و ۱۹۹۷ نیز استفاده می‌شد.
در این زمان یعنی در دهه ۹۰ میلادی تا سال ۲۰۰۰ نیژونت مسیر اصلی موفقیت موسیقی اسرائیل شده بود. از معروفترین و نامدارترین هنرمندان این سبک می‌توان به ایال بارکان اشاره کرد. کسی که آلبوم صبح بخیر اسرائیل را در سال ۱۹۹۸ عرضه کرد.
که این آلبوم وضعیت طلایی را در کشور خود ثبت کرد. تعدا نسخه‌های فروخته شده از این آلبوم به بیش از ۲۰ هزار کپی رسید (که این رقم با نسخه‌های قاچاق به ۸۰ هزار نسخه رسید.)از دیگر هنرمندانی که در آن سال‌ها مطرح شدند می‌توان به گروه افسانه‌ای Destination که مشتکل از Kobi Kastoriano و Idan Hadad  و Idan Oz بودند اشاره کرد. همچنین کوبی کساتوریانو با Eyal Ben Or  نیز گروهی دیگر به نام Iceman  را تشکیل داد. همچنین Avi Shawartz ملقب به Holymen نیز با آهنگ بسیار معروف خود به نام کمیک استریپ که در تابستان سال ۱۹۹۸آنرا ایجاد کرد نیز به دنیای موسیقی معرفی شد. این آهنگ توسط Etay Avraham ملقب به انگشت طلایی (Goldenfinger) که بعد از ایال بارکان یکی از بهترین آرتیستهای نیژونت بود نوشته و تهیه شد و Holymen کار میکس و مسترینگ و انتشار آن را بر عهده داشت. این تهیه کنندگان جوان در آن سال‌ها  توانسته بودند کشورهای بزرگی را که در ان ترنس نواخته می‌شد را مغلوب خود سازند. هرچند با روی کار آمدن آرتیستهای تازه‌کار و آماتور که کارهای آنان به اندازه کافی قوی نبود و همچنین اختصاص نیافتن بودجه به اندازه کافی (به این علت که اگر این سبک رشد میافت و از آن حمایت می‌شد می‌توانست پایانی برای موسیقی کشورهای بزرگی چون ایالت متحده آمریکا و انگلیس باشد) در پایان این سبک رفته رفته محو گشت. از معروفترین لیبلهای نیژونت ترنس اسراییل می‌توان به تایفوون رکوردز (Typhoon Records)اشاره کرد که در عرض کمتر از دو سال توانست بیش از ۴۰ سیدی روانه بازار کند. از اوایل سال ۲۰۰۰ به بعد این لیبل دیگر نتوانست به کار خود ادامه دهد و تعطیل گشت. قبل از آنکه بسیاری از آریستهای نامدار اسراییل سبکشان را به سبک فول آن (Fullon) تغییر بدهند هنرمندان یونان این سبک را از اسراییل گرفتند و به کشور خود بردند. در ابتدا این سبک ملنیوم نیژونت نامیده می‌شد که بعدها به آپلیفتینگ تغییر یافت. با این کار این سبک دوباره جانی تازه گرفت. هرچند قوانین این دو سبک دقیقاً مترادف همدیگر نیستند.
در اوایل آپلیفتینگ بیشتر از گوآ الهام گرفت تا از سبک نیژونت و همچنین موسیقی‌ها محلی آن نیز تفاوت بسیار با نیژونت دارد. هرچند امروزه نیز توسط لیبلهایی نظیر یوتوچیا رکوردز سیتا رکوردز , و دیجیتال دریمز میوزیک پروداکشنز  این موسیقی با تلفیقی از فول-آن هنوز به کار خود ادامه می‌دهد. امروزه حتی در ایران نیز این سبک هنرمندان تازه‌کار و اما حرفه‌ای چون سعید والیخانی که آلبوم قلب ایرانی را از لیبل DDMP  را دارد نیز به فعالیت در این سبک مشغول هستند. از جمله هنرمندان که سبک خود را از نیژونت به فول آن تغییر دادن می‌توان به Holymen که یکی از بنیان گذران اصلی نیتزهونوت بود و کوبی کاستوریانو و گلدن فینگر اشاره کرد.